# Donald und die Eicheldiebe
Donald und die Eicheldiebe ist ein US-amerikanischer Zeichentrick-Kurzfilm um Donald Duck aus dem Jahr 1949. Regie führte Jack Hannah.

## Handlung
Es ist der 7. Oktober. Ahörnchen und Behörnchen liegen bei der Füllung ihres Wintervorrates etwas hinter dem Zeitplan. Da sie in der kurzen Zeit unmöglich genügend Eicheln finden können, kommt ihnen der Parkranger Donald Duck gerade recht. Dieser wurde beauftragt ein Eichenreservat zu renaturieren und verwendet dazu einen riesigen Sack mit Eicheln. Es gelingt den beiden, diesen zu entwenden, doch Donald stellt den beiden eine Falle, in die einer der beiden tappt. Der andere kommt dazu und die beiden beginnen zu Donalds Amüsement miteinander zu streiten, nachdem Donald die beiden provoziert hat.
Schließlich befreien sie sich allerdings und es gelingt ihnen, sich die Eicheln wieder anzueignen. Donald versucht den Baum zu blockieren, doch die beiden Streifenhörnchen beginnen die Eicheln mit einer Art von Hockeyschläger in die Öffnung zu bugsieren. Sie überwältigen Donald und verschwinden mit fast der ganzen Beute im Baum. Donald ist benommen. Schließlich klopft er am Baum und übergibt ihnen die letzte Eichel.

## Hintergrund
Der Film erlebte seine Premiere am 3. Juni 1949 im Verleih von RKO Pictures. Die deutsche Fernsehpremiere erfolgte am 26. Oktober 1981 in der ARD.
Eine DVD-Version erschien 2002 auf Micky’s lustiger Adventskalender, 2004 auf der DVD-Kompilation Chip & Chap – Die Hörnchen sind los sowie 2009 auf Walt Disney Kostbarkeiten – Donald im Wandel der Zeit 3.